# Lomtjärnen (Vännäs socken, Västerbotten, 710872-169376)
Lomtjärnen är en sjö i Vännäs kommun i Västerbotten och ingår i Umeälvens huvudavrinningsområde. Vid provfiske har abborre, gädda och mört fångats i sjön.